# Тату на серці
Тату на серці (англ. Marked Men: Rule + Shaw) — американська романтична драма 2025 року режисера Ніка Кассаветіса за сценарієм Шерон Собойл. Це екранізація роману Джей Крауновер «Рул» (англ. Rule) 2012 року, який є частиною серії «Чоловіки з позначкою» (англ. Marked Men). У фільмі знялися Чейз Стоукс у ролі Рула Арчера, бунтівного майстра татуювань, і Сідні Тейлор у ролі Шоу Лендон, студентки медичної школи із заможної родини. Акторський склад другого плану включає Александера Людвіга, Еллу Балінську та Наталі Елін Лінд. Реліз фільму в обмеженому прокаті відбувся 22 січня 2025 року.

## Сюжет
Шоу Лендон мала затаєні почуття до Рула Арчера з моменту першої зустрічі з ним. Незважаючи на їхню близьку дружбу, Рул завжди дивився на Шоу як на друга сім'ї, не підозрюючи про її глибокі почуття. Життя Шоу, студентки медичної школи із заможної родини, різко контрастує зі світом Рула, запального майстра татуювань. Ніч несподіваної близькості змушує їх зіткнутися зі своїми справжніми почуттями і орієнтуватися в складнощах їхнього різного походження та сімейних очікувань.

## Акторський склад
- Чейз Стоукс у ролі Рула Арчера
- Сідні Тейлор[en] у ролі Шоу Лендон
- Александер Людвіг — Роум Арчер
- Елла Балінська[en] — Ейден Кросс
- Наталі Елін Лінд у ролі Кори Льюїс
- Еван Мок[en] — Джет Теллер
- Метью Носка[en] — Неш Донаван
- Ханна Кеппл у ролі Лорен
- Пол Йоханссон[en] — Дейл Арчер
- Дейзі Джеллі[en] в ролі Сьєрри
- Тоня Корнелісс[en] — Медлін Арчер
- Інанна Саркіс[en] — Джордінн

## Виробництво
У листопаді 2024 року було оголошено, що Нік Кассаветіс зніме «Тату на серці», а Шерон Собойл адаптує сценарій за романом Джея Крауновера. Музику до фільму написав Джордж Калліс.

## Реліз
«Тату на серці» вийшов в обмеженому кінопрокаті 22 січня 2025 року.